# Przyklęk
Przyklęk – zdolność autobusów i trolejbusów niskopodłogowych do zmiany wysokości podłogi po stronie drzwi tak, aby ułatwić pasażerom wsiadanie. Wysokość jest regulowana poprzez ciśnienie w pneumatycznych miechach zawieszenia. Niwelacja różnicy wysokości między podłogą i krawężnikiem jest znacznym udogodnieniem dla pasażerów niepełnosprawnych oraz przewożących wózki.
Zajezdnie często nie serwisują przyklęku, co powoduje że u dużej liczby autobusów funkcja ta jest niesprawna. Obecnie każdy nowy fabryczny autobus i trolejbus posiada funkcję przyklęku.